# Peter Brödner

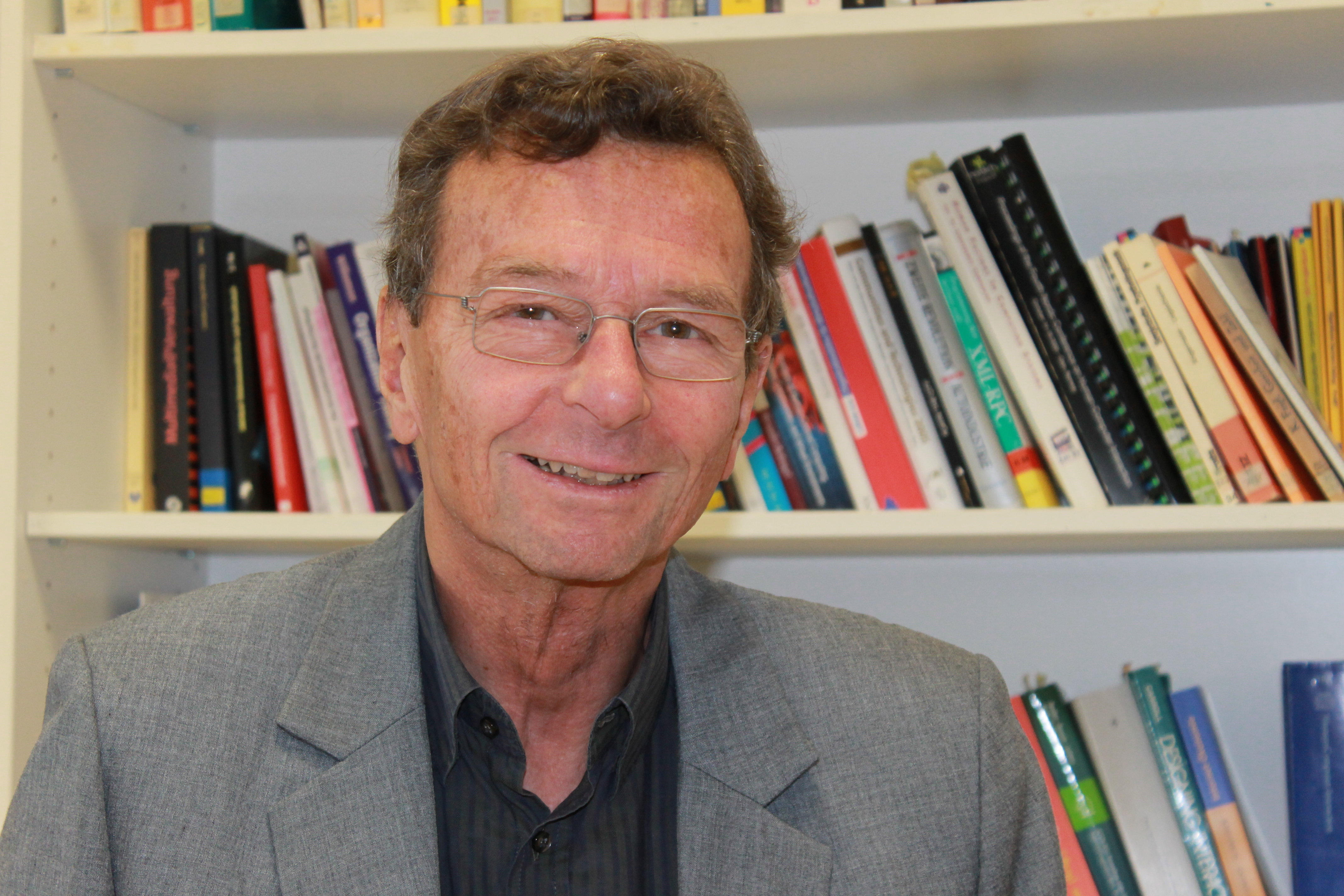
Peter Brödner

Peter Brödner (* 19. Februar 1942 in Berlin) ist ein deutscher Wirtschaftsinformatiker, Arbeits- und Organisationsforscher.
Kernpunkt von Brödners Forschungsarbeit ist die menschengerechte und sozialverträgliche Gestaltung von Arbeit, Computertechnik und Organisation in der Produktion unter der Leitidee des ehemaligen Bundesministers Hans Matthöfer „Produktivitätssteigerung durch Verbesserung der Arbeitsbedingungen“.

## Leben
Brödner schloss sein Maschinenbau-Studium (Produktionstechnik) an der Technischen Universität Berlin (TUB) im Oktober 1967 mit dem Diplom ab und promovierte dort im Februar 1974 zum Doktor-Ingenieur mit einer Dissertation zum Thema „Algorithmen zur Optimierung der Ablaufplanung bei Werkstattfertigung“. Von 1968 bis 1974 forschte er am Institut für Produktionstechnische Automatisierung der TUB auf den Gebieten CNC-Technik sowie Produktionsplanung und -steuerung. Als Assistenten-Vertreter im Fachbereichsrat wirkte er am Aufbau des Studiengangs Informatik an der TUB mit. Danach arbeitete er als Lehrbeauftragter für Mathematik, Statistik und Datenverarbeitung an der Fachhochschule für Wirtschaft Berlin.
Von 1976 bis 1979 war Brödner als Projektmanager für industrieorientierte F&E-Projekte in den Bereichen flexible Fertigungsautomatisierung und Humanisierung der Arbeit beim Projektträger Humanisierung des Arbeitslebens bei der DFVLR in Bonn tätig. Die Tätigkeit als Projektmanager für industrieorientierte F&E-Verbundprojekte setzte er von 1980 bis 1989 beim Projektträger Fertigungstechnik am Forschungszentrum Karlsruhe auf den Gebieten flexible Fabrikautomatisierung (einschließlich CNC-Technik), Produktionsplanung und -steuerung, flexible Fertigungssysteme und CIM-Strategien fort. Industriegetriebene Verbundprojekte waren unter anderem werkstattorientierte Programmiermethoden für CNC-Maschinen, Zellenfertigung und flexible Fertigungssysteme, Rüstzeitverkürzung, Fertigungsprozess-Überwachung und Qualitätssicherung in flexiblen Fertigungssystemen.
1985 war Brödner Gastwissenschaftler am Wissenschaftszentrum für Sozialforschung Berlin, wo er an alternativen, menschenzentrierten CIM-Strategien arbeitete (hier entstand das Buch Fabrik 2000). In diesem Kontext wurde er 1986 zum Vorsitzenden der CEC-FAST-Arbeitsgruppe über strategische Optionen für neue Produktionssysteme Computer and Human Integrated Manufacturing CHIM berufen.
Neben diesen Tätigkeiten arbeitete Brödner von 1970 bis 1995 als Mitglied und ab 1980 als Vorsitzender des deutschen Normenausschusses Steuerungs- und Regelungstechnik. Begriffe und Benennungen (UK 921.1 der DKE im DIN) an der durch Digitalisierung nötigen Neufassung der dort betreuten Normenfamilie. Von 1989 bis 2005 war er Forschungsdirektor der Abteilung Produktionssysteme am Wissenschaftszentrum NRW, Institut Arbeit und Technik, Gelsenkirchen, mit den Forschungsschwerpunkten: Menschengerechte Gestaltung computerunterstützter Arbeit, organisationaler Wandel und Change Management und Sustainable Work Systems.
Mitgliedschaften in zahlreichen wissenschaftlichen Fachgesellschaften (IFAC, GI, FIfF) sowie in Beiräten von Fachzeitschriften und Konferenzen ergänzen seine Tätigkeiten.
Seit 2005 lebt Brödner im Ruhestand, ist aber zugleich als Honorarprofessor für Wirtschaftsinformatik an der Universität Siegen aktiv, zum Beispiel in der Forschungsberatung und Ergebnissicherung bei F&E-Projekten über Informationssysteme, als Mitautor an mehreren Fachartikeln zur Gestaltung von Informationssystemen und in der Lehre verschiedener Master-Studiengänge mit der regelmäßigen Veranstaltung „IT in Organisationen“.
Peter Brödner wurde 2016 als Mitglied der Gelehrtengesellschaft Leibniz-Sozietät der Wissenschaften zu Berlin gewählt.

## Forschungs- und Gestaltungsschwerpunkte
Entgegen technikzentrierter Erklärungen wirtschaftlichen und sozialen Wandels nach Vorstellungen des Technikdeterminismus erforschte Brödner die Gestaltbarkeit von Arbeit und Technik, vor allem der dabei genutzten Computersysteme. Schon in den Anfängen des Einsatzes numerisch gesteuerter Werkzeugmaschinen zeigten sich beträchtliche technisch-organisatorische Gestaltungsspielräume. Sie hat Brödner später zur Entwicklung von werkstattorientierten Programmierverfahren genutzt, die es Facharbeitern ermöglichten, auch komplexe NC-Programme an Werkzeugmaschinen vor Ort selbst zu erstellen. Im Unterschied zu damals vorherrschenden Praktiken der in technische Fachabteilungen ausgelagerten Programmierung und Qualitätssicherung konnte so deren Wissen genutzt und entfaltet, zugleich die Produktivität der betrieblichen Wertschöpfung insgesamt gesteigert werden.
Mit rasch wachsender Dynamik und Komplexität von Märkten und der Verwissenschaftlichung von Produktion, mit wachsender Vielfalt von Kundenwünschen und mit variantenreicheren Produkten und Prozessen wurden immer höhere Anforderungen an die Flexibilität von Produktionsstrukturen gestellt (flexible Qualitätsproduktion). Dem standen eine ausgeprägte Arbeitsteilung – horizontal in einfache, spezialisierte Verrichtungen und vertikal durch Trennung von Planung und Ausführung – mit einfachen Arbeitsaufgaben, aber komplexen Organisationsstrukturen entgegen, die in bürokratischen Formen erstarrten (große technische Büros, viele organisatorische Schnittstellen, Akkordbürokratie). Das führte zu extrem langen Durchlaufzeiten (über 90 % reine Liegezeiten), hohen Beständen (totes Kapital), schwacher Produktivität und vor allem zu ungenutztem Arbeitsvermögen (Können und Erfahrung) aufwendig ausgebildeter Facharbeiter. Zeitgleich entstand mit leistungsfähigen Mikroprozessoren die Grundlage für standardisierte digitale Steuerungstechnik und Netzwerkprotokolle, die einen breit gefächerten Einsatz zunehmend vernetzter Computersysteme in der Produktion ermöglichten.
Vor diesem Hintergrund entwickelte Brödner alternative Produktionsformen einer Zellenfertigung (Fertigungsinseln), die eine entkoppelte Parallelfertigung ganzer Teile- und Baugruppenfamilien erlaubt. Diese vereinfachten Organisationsformen erhöhter Produktivität erfordern komplexe Arbeitsaufgaben, die von qualifizierten, sich selbst organisierenden Arbeitsgruppen bewältigt werden, deren Arbeitsvermögen genutzt und entfaltet wird. Darin werden sie durch eine Vielzahl an Softwarewerkzeugen unterstützt. Die Leitideen dieser Produktionsformen wurden von Forschung und Pionierunternehmen in den späten 1980er und 1990er Jahren vielfältig aufgegriffen, ergänzt und weiterentwickelt, beispielsweise in Gestalt selbstähnlicher Arbeitsstrukturen der fraktalen Fabrik oder holonischer Organisationsstrukturen in der Produktion.
Diese Produktionsstrukturen erwiesen sich hinsichtlich Flexibilität und Produktivität den auf tayloristischen Organisationsformen beruhenden Anstrengungen zur Entwicklung eines umfassenden Computer-Integrated Manufacturing CIM mittels weitgehender Daten- und Funktionsintegration der eingesetzten Computersysteme deutlich überlegen. Daran änderten auch Bemühungen um eine flexible Automatisierung von Produktionsprozessen mittels Methoden symbolischer künstlicher Intelligenz KI in Gestalt von Expertensystemen bzw. wissensbasierten Systemen wenig. Sie scheiterten letztlich an den Schwierigkeiten der Explikation impliziten Wissens.
Gestützt auf diese Erkenntnisse wurden am Institut Arbeit und Technik des Wissenschaftszentrums NRW in Kooperation mit Unternehmen und anderen Instituten Aktionsforschungsprojekte zur Restrukturierung von Unternehmen durchgeführt, mit dem Ziel holonische Organisationsstrukturen mit Computersystemen zu realisieren, die qualifizierte Facharbeit unterstützen, nicht ersetzen. Methodisch orientierte sich diese High Performance- oder High Road-Strategie an Verfahren evolutionären und partizipativen Projektmanagements. Besonderes Augenmerk galt dabei den Qualifizierungsprozessen, um Facharbeiter zur Gestaltung und Selbstorganisation von Arbeit zu befähigen, sowie der Bewältigung psychischer Belastungen in diesen Arbeitsstrukturen. Mit Blick auf die wachsende qualifizierte Wissensarbeit, die in diesen flexiblen Produktionsformen immer wichtiger wird, untersuchte Brödner auch die Dynamik der Entstehung und des Zusammenspiels impliziten Könnens (Erfahrungswissen) mit explizitem, propositionalem Fachwissen sowie die aufgabenbezogene Kooperation von Experten unterschiedlicher Fachgebiete und erkundete wesentliche Erfolgsbedingungen. Des Weiteren ergaben repräsentative Erhebungen eine massive Beeinträchtigung der Produktivität durch Auslagerung von Fertigungsprozessen.
Im Zuge dieser Forschungsarbeiten zeigten sich Schwierigkeiten der Entwicklung und Nutzung komplexer Computersysteme hinsichtlich Gebrauchstauglichkeit und Produktivität. Gestützt auf Erfahrungen und theoretische Einsichten in die inhärente Selbstbezüglichkeit soziotechnischer Gestaltung wurden von der Wirtschaftsinformatik in Siegen mit der praxistheoretischen Perspektive des Grounded Design und evolutionär-partizipativen Vorgehensweisen neue Wege der Entwicklung und Aneignung von Computersystemen beschritten. Darüber hinaus setzte sich Brödner grundsätzlich kritisch mit der aktuellen Welle konnektionistischer und verteilter Künstlicher Intelligenz im Kontext von Industrie 4.0, Big Data und maschinellem Lernen auseinander. Statt auf KI-Erwartungen zu setzen, plädiert er dafür, die Leistungsfähigkeit neuer Hardware für das produktive Zusammenwirken kompetenter Experten mit unterstützenden, gebrauchstauglich gestalteten Computersystemen zu nutzen.

## Ausgewählte Schriften
- Automatisierung und Arbeitsplatzstrukturen, Teil I, Mitteilungen des Instituts für Arbeitsmarkt- und Berufsforschung 1969 (8) 604–617 (mit Friedrich Hamke), Teil II, Mitteilungen des Instituts für Arbeitsmarkt- und Berufsforschung 1970 (2), 137–172 (mit Friedrich Hamke) (Teil I PDF) (Teil II PDF)
- Der programmierte Kopf – Eine Sozialgeschichte der Datenverarbeitung, Berlin: Wagenbach 1981 (mit Detlef Krüger und Bernd Senf)
- Fabrik 2000. Alternative Entwicklungsgpfade in die Zukunft der Fabrik, Berlin: edition sigma 1985 (English edition: The Shape of Future Technology. The Anthropocentric Alternative, London: Springer 1990)
- In Search of the Computer Aided Craftsman, AI & Society 3 (1) 1989, 39–46
- Design of Work and Technology in Manufacturing, Int. J. of Human Factors in Manufacturing 1 (1) 1991, 1–16
- Erfolgsfaktoren der japanischen Werkzeugmaschinenindustrie (mit Wolfgang Schultetus), Eschborn: RKW 1992
- Der überlistete Odysseus. Über das zerrüttete Verhältnis von Menschen und Maschinen, Berlin: edition sigma 1997
- Informatik in der Arbeitswelt, Tübinger Studientexte Informatik und Gesellschaft, hg. von Sylvia Rizvi und Herbert Klaeren, Universität Tübingen 1999
- Frischer Wind in der Fabrik. Spielregeln und Leitbilder von Veränderungsprozessen (hg. mit Wolfgang Kötter), Berlin/Heidelberg: Springer 1999
- Recent Findings on Organisational Changes in German Industry (mit Erich Latniak), Journal of Manufacturing Technology Management 15 (4) 2004, 360–368
- Betriebliche Rationalisierungsstrategien und Einsatz technischer Systeme, in: Bernhard Zimolong & Udo Konradt (Hrsg.): Ingenieurpsychologie. Enzyklopädie der Psychologie: Wirtschafts-, Organisations- und Arbeitspsychologie – Band 2, Göttingen: Hogrefe 2006, 943–980
- Introduction: Shaping Work and Technology, Chapter 3.8.1 in Felix Rauner & Rupert Maclean (Hrsg.): Handbook of Technical and Vocational Education and Training Research, Berlin Heidelberg: Springer 2008, 573–581
- The Misery of Digital Organisations and the Semiotic Nature of IT, AI & Society Journal of Human-Centred Systems 23 (2009), 331–351
- Sustainability in Knowledge-Based Companies, in: Peter Docherty; Mari Kira & Rami Shani (Hrsg.): Creating Sustainable Work Systems. Developing social sustainability, London: Routledge 2009, 53–69
- Productivity Effects of Outsourcing: New Evidence on the Strategic Importance of Vertical Integration Decisions (mit Steffen Kinkel & Gunter Lay), Int. Journal of Operations & Production Management 29 (2) 2009, 127–149
- Wissensteilung und Wissenstransformation, in: Manfred Moldaschl & Nico Stehr (Hrsg.): Wissensökonomie und Innovation. Beiträge zur Ökonomie der Wissensgesellschaft, Marburg: Metropolis 2010, 455–480 (PDF)
- Grounded Design – a Praxeological IS Research Perspective (mit Markus Rohde; Gunnar Stevens; Mathias Betz & Volker Wulf), JIT 2016.5 AOP (PDF)
- Industrie 4.0 und Big Data – wirklich ein neuer Technologieschub? Überarbeiteter und erweiterter Beitrag zur 2. Auflage von Hartmut Hirsch-Kreinsen; Peter Ittermann & Jonathan Niehaus (Hrsg.): Digitalisierung industrieller Arbeit. Die Vision Industrie 4.0 und ihre sozialen Herausforderungen, Baden-Baden: Nomos 2018, 323–346 (PDF)
- Grenzen und Widersprüche der Entwicklung und Anwendung ›Autonomer Systeme‹, in: Hartmut Hirsch-Kreinsen & Anemari Karačić, A. (Hrsg.): Autonome Systeme und Arbeit. Perspektiven, Herausforderungen und Grenzen der Künstlichen Intelligenz in der Arbeitswelt, Bielefeld: transcript 2019, 69–97
- Paradoxien der Ko-Aktion von Experten und adaptiven Systemen, in: Peter Brödner & Klaus Fuchs-Kittowski (Hrsg.): Zukunft der Arbeit – Soziotechnische Gestaltung der Arbeitswelt im Zeichen von "Digitalisierung" und "Künstlicher Intelligenz". Tagung der Leibniz-Sozietät am 13. Dezember 2019 in Berlin, Hochschule für Technik und Wirtschaft. Abhandlungen der Leibniz-Sozietät der Wissenschaften, Band 67. Berlin: trafo Wissenschaftsverlag 2020, 143–159, ISBN 978-3-86464-219-7
- "Machines that think" – die KI-Illusion und ihre Wurzeln. In: Jörg Pohle, Klaus Lenk (Hrsg.): Der Weg in die "Digitalisierung" der Gesellschaft. Was können wir aus der Geschichte der Informatik lernen? Metropolis-Verlag, Marburg 2021, ISBN 978-3-7316-1461-6, S. 67–82.